# Molgula pyriformis
Molgula pyriformis är en sjöpungsart som beskrevs av William Abbott Herdman 1881. Molgula pyriformis ingår i släktet Molgula och familjen kulsjöpungar. Inga underarter finns listade i Catalogue of Life.